# Caçarelhos

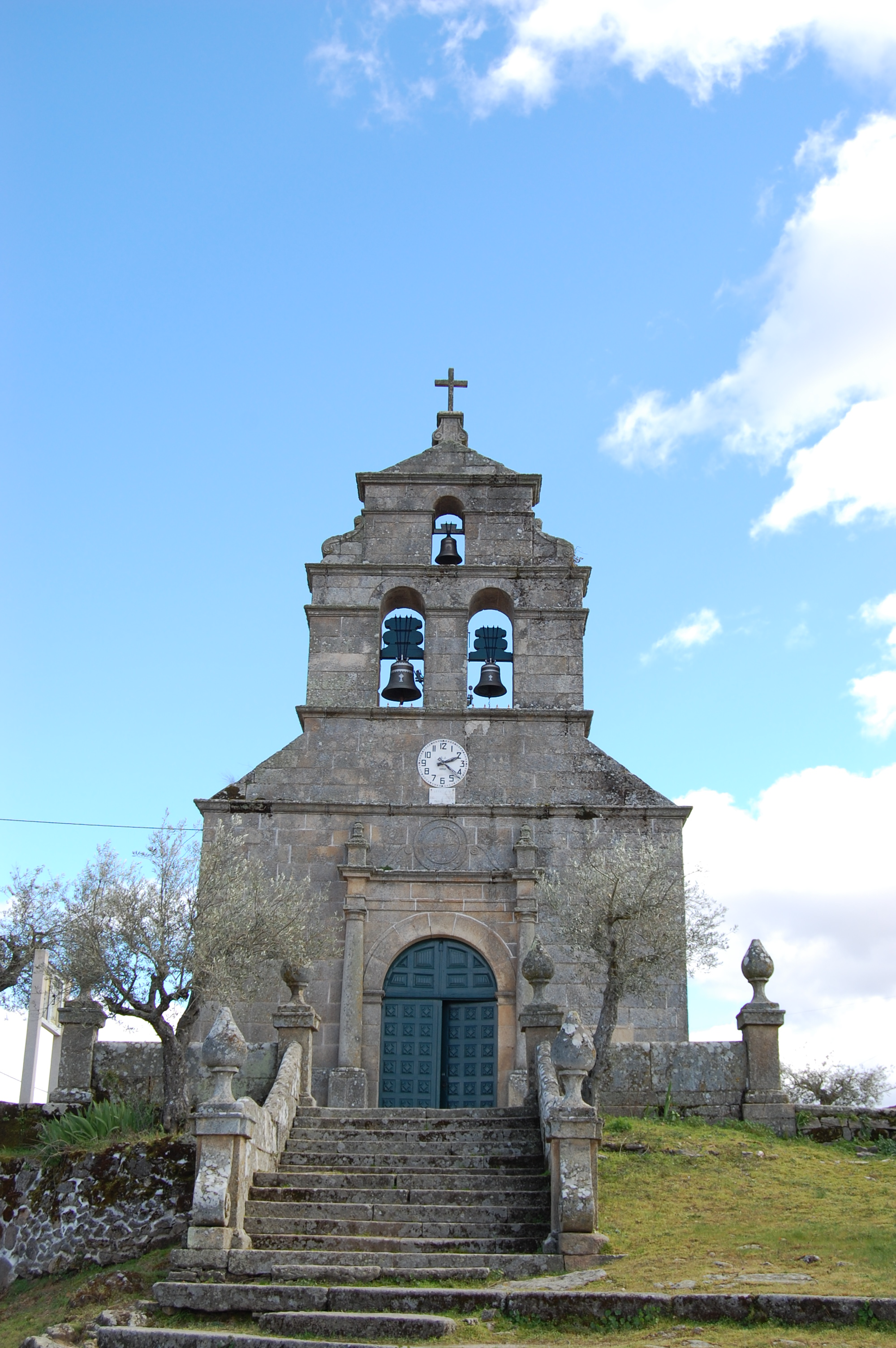
Kirche São Pedro von Caçarelhos

Caçarelhos ist ein Ort und eine ehemalige Gemeinde (Freguesia) im portugiesischen Kreis Vimioso. Die Gemeinde hatte 221 Einwohner (Stand 30. Juni 2011).
Am 29. September 2013 wurden die Gemeinden Caçarelhos und Angueira zur neuen Gemeinde União das Freguesias de Caçarelhos e Angueira zusammengeschlossen. Caçarelhos ist Sitz dieser neu gebildeten Gemeinde.